# Fafnir (gwiazda)
Fafnir (42 Draconis) – gwiazda w gwiazdozbiorze Smoka. Jest to olbrzym, widoczny gołym okiem na niebie. Znajduje się około 317 lat świetlnych od Ziemi. Okrąża ją planeta pozasłoneczna o nazwie Orbitar (42 Draconis b).

## Nazwa
Nazwa gwiazdy nie jest nazwą tradycyjną, ale została wyłoniona w publicznym konkursie w 2015 roku. Pochodzi ona z mitologii nordyckiej, w której Fafnir był karłem zamienionym w smoka. Nazwę tę zaproponowali członkowie Brevard Astronomical Society z Florydy (Stany Zjednoczone).

## Charakterystyka
Fafnir jest pomarańczowym olbrzymem, reprezentuje wczesny typ widmowy K.